# Radiation sensing field-effect transistor
Ein  „radiation sensing field-effect transistor“ (RADFET, auch RadFET) ist ein Metall-Isolator-Halbleiter-Feldeffekttransistor (MISFET), dessen Source-Drain-Widerstand von der Strahlendosis abhängt. Ionisierende Strahlung erzeugt Elektron-Loch-Paare im Gate-Bereich. Die Elektronen fließen ab, während sich die positiven Fehlstellen im Substrat anreichern. Der Spannungsabfall am Transistor wächst mit der Strahlendosis. Die Empfindlichkeit liegt in der Größenordnung 10 mV/Gy bis 10 V/Gy. 
Aufgrund ihrer geringen Baugröße, der einfachen Integration in elektrische Schaltungen und der hohen erfassbaren Strahlungsdosis von mehr als 1 kGy eignen sich RADFETs als Strahlungsdosimeter für Satelliten.